# Danorhynchus duplostylis
Danorhynchus duplostylis är en plattmaskart som beskrevs av Tor Karling 1955. Danorhynchus duplostylis ingår i släktet Danorhynchus och familjen Polycystididae. Inga underarter finns listade i Catalogue of Life.